# Мамонтовский район
Ма́монтовский райо́н — административно-территориальное образование (сельский район) и муниципальное образование (муниципальный район) в Алтайском крае России.
Административный центр — село Мамонтово, расположенное в 191 километре от Барнаула.

## География
Расположен в центральной части края.
Рельеф — возвышенная равнина, расчленённая ложбинами, оврагами. Климат континентальный. Средняя температура января −18,2 °C, июля +19,2 °C. Годовое количество атмосферных осадков — 367 мм.
Площадь — 2305 км².
На территории района расположено много озёр. Крупнейшие озёра: Малое и Большое Островное, Горькое, Гусиное, Сыропятово. Протекают реки: Касмала, Махаиха. Почвы — чернозёмы выщелоченные, обыкновенные, местами лугово-чернозёмные. На территории района три ленточных бора — Кулундинский, Касмалинский и Барнаульский. Растут сосна, берёза, осина, тополь, злаково-полынное разнотравье. Обитают из зверей — лиса, заяц, лось, барсук, белка, горностай, колонок, косуля; из птиц — утка, цапля, журавль.

## История
Образован в 1924 году. 15 января 1944 года 4 сельсовета Мамонтовского района были переданы в новый Петропавловский район.

## Население
| 1959    | 1996    | 1997    | 1998    | 1999    | 2000    | 2001    | 2002    | 2003    |
| ------- | ------- | ------- | ------- | ------- | ------- | ------- | ------- | ------- |
| 24 533  | ↗27 900 | ↗28 100 | ↘27 700 | →27 700 | ↘27 400 | ↘26 800 | ↘26 400 | ↘26 011 |
| 2004    | 2005    | 2006    | 2007    | 2008    | 2009    | 2010    | 2011    | 2012    |
| ↘25 835 | ↘25 574 | ↘25 310 | ↘24 994 | ↘24 604 | ↘24 395 | ↘23 412 | ↗23 416 | ↘23 029 |
| 2013    | 2014    | 2015    | 2016    | 2017    | 2018    | 2019    | 2020    | 2021    |
| ↘22 682 | ↘22 523 | ↘22 465 | ↘22 348 | ↘22 311 | ↘22 222 | ↘21 978 | ↘21 747 | ↘18 274 |

### Национальный состав[18]
| национальность | мужчин | женщин | всего  | %    |
| -------------- | ------ | ------ | ------ | ---- |
| русские        | 11 163 | 12 820 | 23 983 | 91,9 |
| немцы          | 667    | 675    | 1 342  | 5,14 |
| украинцы       | 168    | 226    | 394    | 1,5  |
| белорусы       | 39     | 36     | 75     | 0,29 |
| армяне         | 29     | 20     | 49     | 0,19 |
| татары         | 19     | 26     | 45     | 0,17 |
| мордва         | 13     | 17     | 30     | 0,11 |
| азербайджанцы  | 17     | 11     | 28     | 0,1  |
| итого:         | 12 207 | 13 895 | 26 102 | 100  |

## Административно-муниципальное устройство
Мамонтовский район с точки зрения административно-территориального устройства края включает 13 административно-территориальных образований — 13 сельсоветов.
Мамонтовский муниципальный район в рамках муниципального устройства включает 13 муниципальных образований со статусом сельских поселений:
| №  | Сельское поселение          | Административный центр | Количество населённых пунктов | Население (чел.) | Площадь (км²) |
| -- | --------------------------- | ---------------------- | ----------------------------- | ---------------- | ------------- |
| 1  | Буканский сельсовет         | село Буканское         | 2                             | ↘989             | 169,15        |
| 2  | Гришенский сельсовет        | село Гришенское        | 2                             | ↘746             | 88,72         |
| 3  | Кадниковский сельсовет      | село Кадниково         | 1                             | ↘685             | 167,80        |
| 4  | Комсомольский сельсовет     | посёлок Комсомольский  | 1                             | ↘865             | 10,62         |
| 5  | Корчинский сельсовет        | село Корчино           | 4                             | ↘1260            | 133,02        |
| 6  | Костино-Логовской сельсовет | село Костин Лог        | 1                             | ↘1133            | 134,70        |
| 7  | Крестьянский сельсовет      | село Крестьянка        | 1                             | ↘1161            | 211,43        |
| 8  | Мамонтовский сельсовет      | село Мамонтово         | 3                             | ↘9238            | 319,17        |
| 9  | Островновский сельсовет     | село Островное         | 2                             | ↘1391            | 228,43        |
| 10 | Покровский сельсовет        | село Покровка          | 2                             | ↗959             | 179,06        |
| 11 | Сусловский сельсовет        | село Суслово           | 1                             | ↘609             | 137,58        |
| 12 | Тимирязевский сельсовет     | посёлок Первомайский   | 1                             | ↘639             | 139,66        |
| 13 | Чернокурьинский сельсовет   | село Чёрная Курья      | 1                             | ↘920             | 284,09        |

В 2010 году Малобутырский, Мамонтовский и Украинский сельсоветы были объединены в Мамонтовский сельсовет.
5 октября 2012 года Островновский и Травновский сельсоветы объединены в Островновский сельсовет с административным центром в селе Островное.
31 декабря 2013 года Ермачихинский сельсовет и Корчинский сельсовет объединены в Корчинский сельсовет с административным центром в селе Корчино.

### Населённые пункты
В Мамонтовском районе 20 населённых пункта:
| №  | Населённый пункт | Тип     | Население | Сельское поселение          |
| -- | ---------------- | ------- | --------- | --------------------------- |
| 1  | Борково          | село    | →3        | Покровский сельсовет        |
| 2  | Буканское        | село    | ↘1003     | Буканский сельсовет         |
| 3  | Вознесенский     | посёлок | →8        | Буканский сельсовет         |
| 4  | Гришенское       | село    | ↗895      | Гришенский сельсовет        |
| 5  | Ермачиха         | село    | ↘394      | Корчинский сельсовет        |
| 6  | Кадниково        | село    | ↘685      | Кадниковский сельсовет      |
| 7  | Комсомольский    | посёлок | ↘865      | Комсомольский сельсовет     |
| 8  | Корчино          | село    | ↘1055     | Корчинский сельсовет        |
| 9  | Костин Лог       | село    | ↘1133     | Костино-Логовской сельсовет |
| 10 | Крестьянка       | село    | ↘1161     | Крестьянский сельсовет      |
| 11 | Малые Бутырки    | село    | ↘934      | Мамонтовский сельсовет      |
| 12 | Мамонтово        | село    | ↘8251     | Мамонтовский сельсовет      |
| 13 | Островное        | село    | ↘1159     | Островновский сельсовет     |
| 14 | Первомайский     | посёлок | ↘639      | Тимирязевский сельсовет     |
| 15 | Покровка         | село    | ↘990      | Покровский сельсовет        |
| 16 | Потеряевка       | посёлок | →33       | Корчинский сельсовет        |
| 17 | Суслово          | село    | ↘609      | Сусловский сельсовет        |
| 18 | Травное          | село    | ↘403      | Островновский сельсовет     |
| 19 | Украинка         | село    | ↘383      | Мамонтовский сельсовет      |
| 20 | Чёрная Курья     | село    | ↘920      | Чернокурьинский сельсовет   |

Упразднённые населённые пункты
- 2009 год — разъезд Потеряевский[26].
- 2024 год — разъезды Гоноховский и Подстепновский.

## Экономика
Основное направление — сельское хозяйство. Развито производство зерна, на территории района находятся предприятия по переработке сельхозпродукции, Мамонтовский заказник. Добывается песок и глина.

## Транспорт
По территории района проходят автомобильные трассы «Алейск — Павлодар», участок Западно-Сибирской железной дороги.

## СМИ
Телеканалы
Вещают 2 мультиплекса, каждый состоящий из 10 телеканалов, и «Катунь 24», вещающий на частоте ОТР с 6:00 до 9:00 и с 17:00 до 19:00 (в спутниковом вещании отдельно).
- Первый
- Россия 1
- Матч ТВ
- НТВ
- 5-й канал
- Россия-К
- Россия-24
- Карусель
- ОТР
- ТВ ЦЕНТР
- Рен-ТВ

Радиостанции УКВ
- 67,2 — Радио России
- 69,2 — Маяк (вещание прекращено 14 марта 2013 года)

Радиостанции ФМ
- 101,6 — Европа Плюс
- 103,5 — Радио России
- 102,4 — Милицейская волна

## Люди, связанные с районом
- Выдрин, Иван Ефремович (1908, село Крестьянка — 1987) — участник Великой Отечественной войны, Герой Советского Союза.
- Черников, Иван Николаевич (1910, село Чёрная Курья — 1978) — участник Великой Отечественной войны, Герой Советского Союза.
- Шевелёв, Николай Семёнович — участник Великой Отечественной войны, Герой Советского Союза.
- Читаев, Владимир Фёдорович (1924, село Крестьянка — 1979) — полный кавалер ордена Славы[27].
- Агеенко, Николай Яковлевич (1912, село Мурмыши — 1953) — группа капитана Агеенко одной из первых установила флаг над Рейхстагом 30 апреля 1945 г.[28]
- Афанасий Филиппович Чибисов (1914—1967) — Герой Социалистического Труда родился в селе Корчино[29].
- Белоусов, Семён Григорьевич, (1913—1984) — Герой Социалистического Труда.